# (73891) 1997 ED23
(73891) 1997 ED23 – planetoida z pasa głównego asteroid okrążająca Słońce w ciągu 4,02 lat w średniej odległości 2,53 j.a. Odkryta 10 marca 1997 roku.